# Thalia Flora-Karavia
Thalia Flora-Karavia (Siatista, 1871 – Atene, 17 gennaio 1960) è stata una pittrice e disegnatrice greca.
Nata a Siatista in Macedonia Occidentale nel 1874 si trasferì con la famiglia a Costantinopoli dove studiò presso la scuola femminile Zappeion. Conclusi gli studi lavorò brevemente come insegnante ma nel 1895 si trasferì a Monaco di Baviera, in quanto donna non le era permesso frequentare l'accademia di belle arti, studiò quindi  privatamente pittura con Nikolaos Gysis, Georgios Jakobides, Anton Ažbe e Walter Thor. Rimase a Monaco fino al 1898.
Tornata a Costantinopoli iniziò a viaggiare in diverse città d'Europa. Nel 1906 a Parigi entrò in contatto con l'impressionismo e l'espressionismo francesi che influenzarono il suo stile successivo. Frequentò dei corsi presso l'Académie de la Grande Chaumière al termine dei quali si ampliò la gamma dei suoi temi e la sua tavolozza divenne più chiara. 
Sempre nel 1906 espose ad Atene insieme alla pittrice Sofia Laskaridou.
Nel 1907 visitò l'Egitto e ad Alessandria d'Egitto sposò il giornalista Nikos Karavias, nella stessa città fondò una scuola d'arte.
Durante le Guerre balcaniche del 1912-13 seguì le armate greche come corrispondente per il giornale greco pubblicato ad Alessandria e diretto dal marito. Realizzò circa 300 tra disegni, dipinti e acquerelli di episodi di guerra pubblicati nel 1936 col titolo Εντυπώσεις από τον πόλεμο του 1912-1913 (Impressioni dalla guerra del 1912-1913. Macedonia-Epiro)
Seguì l'esercito greco anche nelle battaglie in Asia minore e sul fronte albanese continuando ad illustrare la vita militare, paesaggi e monumenti.

## Riconoscimenti
- 1945 Medaglia d'argento dell'accademia di Atene
- 1954 Croce dell'Ordine di Beneficenza